# Kate Zackary
Pas d'image ? Cliquez ici

a Compétitions nationales et continentales officielles uniquement.

b Matchs officiels uniquement.
Dernière mise à jour le 6 octobre 2024.
Kate Zackary, née le 26 juillet 1989 à Garden City (États-Unis), est une joueuse internationale américaine de rugby à XV, et internationale de rugby à sept, évoluant aux postes de troisième ligne centre ou de centre pour les Ealing Trailfinders.

## Biographie
Kate Zackary naît le 26 juillet 1989 à Garden City dans le Kansas aux États-Unis.
À partir de 2018, elle est nommée capitaine de l'équipe des États-Unis. Dès 2020, elle rejoint le nouveau club des Exeter Chiefs en Angleterre où elle est l'une des premières recrues. Dans ce club, elle devient polyvalente et évolue au poste de centre en plus de son poste de troisième ligne centre.
Elle est retenue en septembre 2022 pour disputer la Coupe du monde en Nouvelle-Zélande.
À partir de la saison 2023-2024, elle quitte les Exeter Chiefs, où elle a disputé un total de cinquante-neuf rencontre et inscrit quarante-et-un essai, et rejoint les Ealing Trailfinders.
À partir de la saison 2024-2025, elle est nommée capitaine des Ealing Trailfinders.